# Magdalenenaltar (Tiefenbronn)

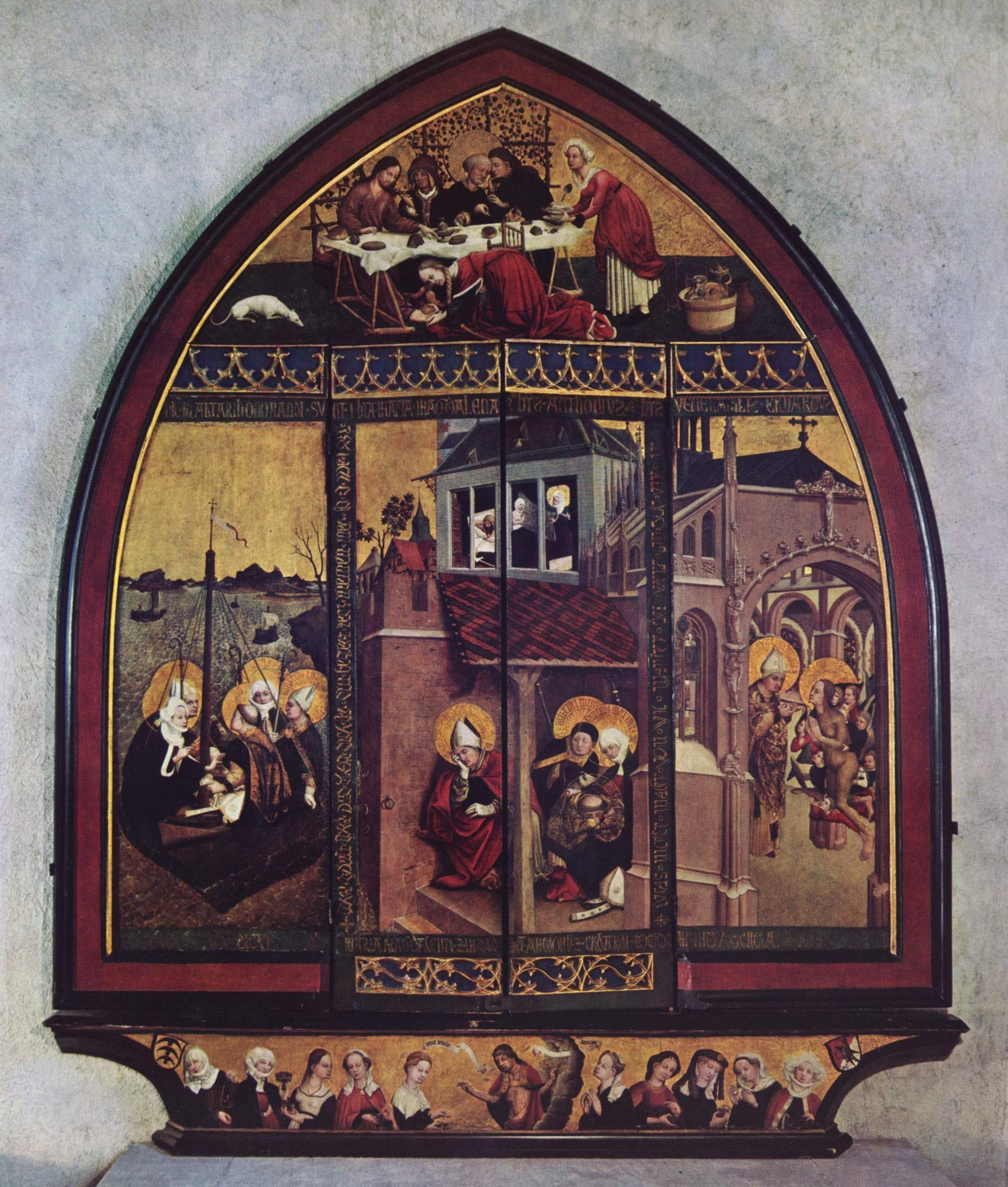
Magdalenenaltar in Tiefenbronn

Der Magdalenenaltar in der Kirche St. Maria Magdalena in Tiefenbronn gilt als Hauptwerk von Lucas Moser. Der 300 × 240 cm große Schrein des Altars ist durch eine Inschrift auf das Jahr 1432 datiert und weist in einer weiteren Inschrift LVCAS MOSER MALER VON WIL als Werkmeister aus. Alle weiteren, Moser von Forschern zugeschriebenen Werke gelten als fraglich.

## Beschreibung

### Bildprogramm
Im Giebelfeld des Altars ist das Gastmahl des Simon (Lk 7,36–50 ) dargestellt, bei dem Magdalena Jesus im Hause Simons die Füße mit ihren Haaren wäscht. Im geschlossenen Zustand zeigt der Altar die Seefahrt der heiligen Magdalena, die Ankunft in Massilia (Marseille) mit der Erscheinung im Schlafgemach sowie die letzte Kommunion der heiligen Magdalena in der Kathedrale von Aix. Die Predella zeigt das Gleichnis von den klugen und den törichten Jungfrauen sowie zwei Stifterwappen. Im geöffneten Zustand zeigen die Innenflügel die hl. Martha und den Bischof Lazarus. Die Holzplastik der nur mit ihren langen Haaren bekleideten Maria Magdalena im geöffneten Mittelschrein ist eine spätere Zutat von 1520/25, für die der Schrein etwas angepasst wurde.
Der Magdalenenaltar ist auf verschiedene Weise außergewöhnlich für die Zeit seiner Entstehung. Das Werk ist stark vom aufkommenden niederländischen Realismus beeinflusst und zeigt die gute Beobachtungsgabe des Künstlers, was beispielsweise an der bewusst schief angebrachten Regenrinne, dem Fachwerkhaus im Hintergrund und auch dem musterhaften Zierdach im Zentrum des Bildes ersichtlich wird. Die dargestellten Hochseeschiffe im Hintergrund des linken Außenflügels oder das Messgewand des Hl. Maximus im rechten Außenflügel zeigen vielerlei Details. Dennoch ist das Werk nicht fotorealistisch, da Moser die Dimensionierung des Dargestellten weniger an der tatsächlichen Perspektive, sondern vielmehr an der Bedeutung orientiert hat.

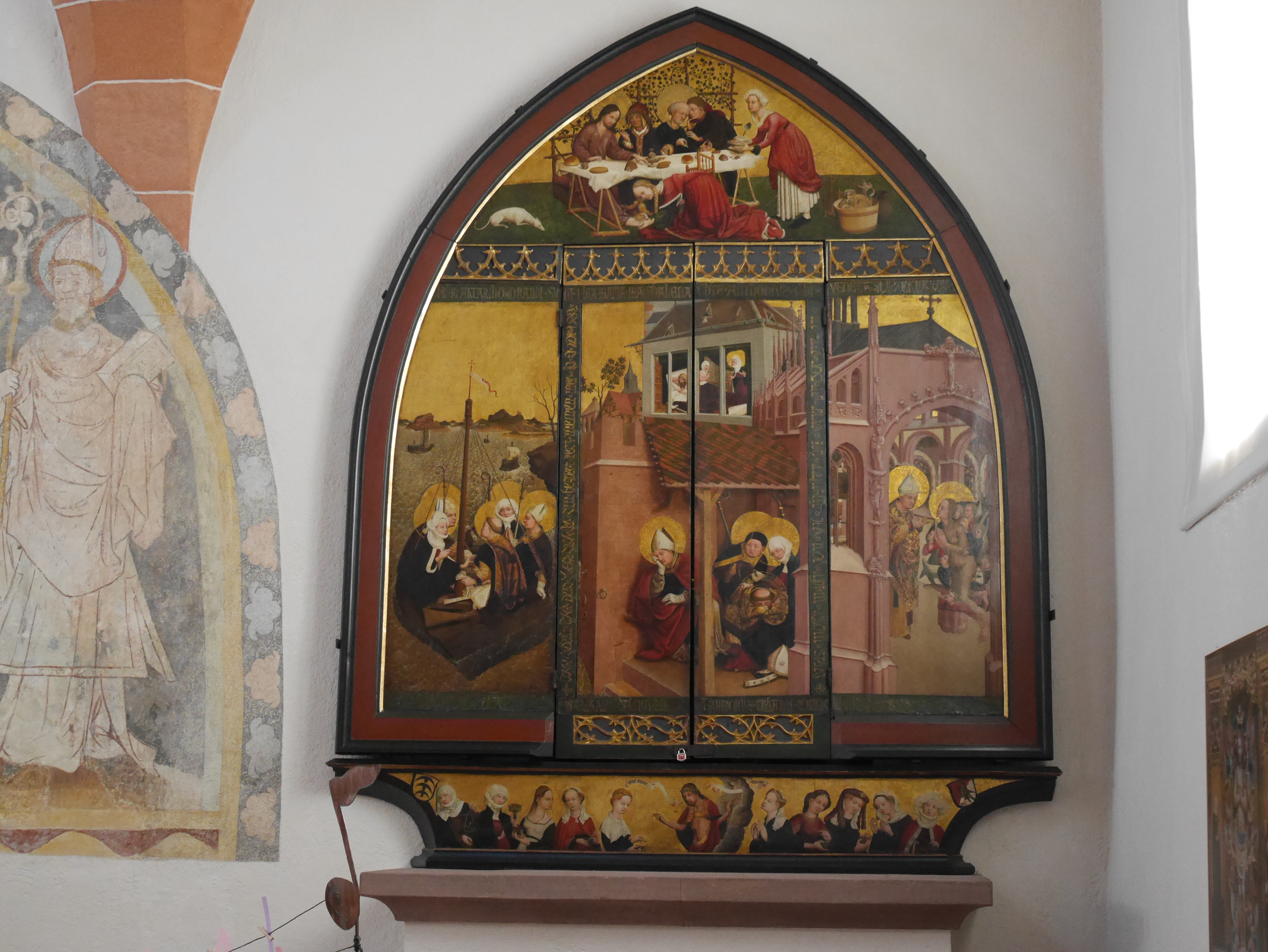
Altar Moser

### Inschrift
Die Hauptseite des Altars trägt an den Außenrändern der Innenflügel folgende Inschriften: Schri kvnst schri vnd klag dich ser din begert iecz niemen mer so o we 1432 („Schrei Kunst schrei, und beklag dich sehr, deiner begehrt jetzt niemand mehr so, o weh. 1432.“) und LVCAS MOSER MALER VON WIL MAISTER DEZ WERX BIT GOT VIR IN („Lukas Moser Maler von Weil, Meister des Werks, bitte Gott für ihn!“). In der ersten Inschrift bezeichnet Moser sein Werk zum einen als Kunst, und beklagt sich zum anderen darüber, dass diese nicht mehr gefragt sei. Eine solche Künstlerklage ist für das frühe 15. Jahrhundert ungewöhnlich. Es gibt unterschiedliche Deutungsversuche. Von Waldburg-Wolfegg sah in der Inschrift die Äußerung eines alternden Künstlers, Panofsky interpretierte die Künstlerklage als Aufschrei eines Missverstandenen, Sterling sah sie als Ausdruck von Künstlerstolz im Bewusstsein einzigartigen technischen Könnens.
Weitere Inschriften an den Ober- und Unterkanten der Außenflügel bezeichnen die Hauptpatrone Magadalena, Antonius und Erhard sowie die mit dem Besuch des Altares verbundenen Ablässe an den Festtagen der Patronatsheiligen. Diese Privilegierung des Altares machte ihn zum Ziel von Wallfahrern.
Die verschiedenen in der Inschrift verwendeten Schrifttypen sind teils gotisch, teils imitieren sie hebräische und byzantinische Schriftformen, teils weisen sie auf humanistische Typen voraus. Dies hat die Skepsis gegenüber der Inschrift befördert. Mit Sicherheit ist die Inschrift aber bei Restaurierungen überarbeitet und dabei vielleicht auch geringfügig verfälscht worden.

### Stifterwappen
Die Wappen in der Predella weisen auf die Stifter hin: Bernhard von Stein zu Steinegg (bei Tiefenbronn) und seine ersten Frau Agnes Meiser von Berg, die bereits (um 1420) verstorben war, als der Altar entstand.

## Stilkritische Betrachtung
Nach der Auskunft der Inschrift stammte Moser aus Weil der Stadt bei Stuttgart. In der älteren schwäbischen Malerei findet sich jedoch nichts seiner Kunst Vergleichbares. Vielmehr ist es die französische Buchmalerei der Gebrüder Limburg und die altniederländische Malerei des Meisters von Flémalle, der Lukas Moser seine Anregungen verdankt, womit er einer der fortschrittlichsten deutschen Maler seiner Zeit ist. Weitere oberrheinische Maler seiner Zeit, die sich an ähnlichen Vorbildern orientiert haben, sind Stefan Lochner und Konrad Witz, wobei es bis auf die gemeinsame Prägung keine weiteren Wechselwirkungen unter den Genannten gegeben zu haben scheint. Mosers Auftauchen in Schwaben und seine Nachwirkung bleiben rätselhaft. Eine Identifizierung mit einem in Ulmer Quellen nachweisbaren Meister mit Namen "Lukas" wird heute in Frage gestellt.